# Lista de datas comemorativas de Nossa Senhora
Esta é uma lista de datas comemorativas de Nossa Senhora.

## Janeiro
1 - Santa Maria, Mãe de Deus

6 - Nossa Senhora de Caná

17 - Nossa Senhora de Absam

17 - Nossa Senhora de Pontmain

18 - Nossa Senhora dos Impossíveis

20 - Nossa Senhora do Milagre

27 - Nossa Senhora da Seringueira do Acre

## Fevereiro
2 - Nossa Senhora da Guia

2 - Nossa Senhora de Copacabana

2 - Nossa Senhora da Luz

2 - Nossa Senhora da Purificação

2 - Nossa Senhora das Candeias

2 - Nossa Senhora da Chama de Amor (padroeira do Movimento Chama de Amor)

2 - Nossa Senhora de Civitavecchia

2 - Nossa Senhora Rainha do Sertão

2 - Nossa Senhora dos Navegantes

2 - Nossa Senhora da Saúde

3 - Nossa Senhora Apascentadora

11 - Nossa Senhora de Lourdes

21 - Nossa Senhora Mãe da Eucaristia

23 - Nossa Senhora do Divino Pranto

24 - Nossa Senhora da Confiança

## Março
8 - Nossa Senhora das Lágrimas
 
25 - Nossa Senhora da Anunciação

25 - Nossa Senhora Reconciliadora dos Povos

## Abril
2 - Nossa Senhora de Zeitoun

2 - Nossa Senhora do Desterro

8 - Nossa Senhora da Penha de França

12 - Nossa Senhora da Revelação

21 - Nossa Senhora Dolorosa do Colégio

22 - Nossa Senhora da Saúde

26 - Nossa Senhora da Esperança

26 - Nossa Senhora do Bom Conselho

28 - Nossa Senhora dos Prazeres

30 - Nossa Senhora da África

## Maio
4 - Nossa Senhora Mãe dos Homens

8 - Nossa Senhora de Cuapa

8 - Nossa Senhora da Estrela

8 - Nossa Senhora de Luján

12 - Nossa Senhora de Hrushiv

13 - Nossa Senhora de Bonate

13 - Nossa Senhora de Fátima

13 - Nossa Senhora do Mel

24 - Nossa Senhora Auxiliadora

24 - Nossa Senhora da Consolação

24 - Nossa Senhora de Sheshan

26 - Nossa Senhora de Caravaggio

27 - Nossa Senhora das Dores de Chandavila

31 - Nossa Senhora de Todas as Nações 

31 - Nossa Senhora da Visitação 

31 - Nossa Senhora do Escalada (padroeira do Movimento Escalada)

31 - Nossa Senhora Medianeira de todas as Graças

## Junho
12 - Nossa Senhora de Akita

12 - Nossa Senhora do Sameiro

14 - Nossa Senhora da Cova da Cruz

14 - Nossa Senhora das Dores do Escorial

20 - Nossa Senhora Consolata 

22 - Nossa Senhora Rainha da Obediência

25 - Nossa Senhora Rainha da Paz (Aparições desde 1981, presenciadas por seis jovens da vila de Međugorje, na antiga Iugoslávia)

27 - Nossa Senhora de Gietrzwałd

27 - Nossa Senhora do Perpétuo Socorro 

## Julho
2 - Nossa Senhora de Garabandal

3 - Nossa Senhora de Marpingen

13 - Nossa Senhora da Rosa Mística

16 - Nossa Senhora do Carmo

26 - Nossa Senhora da Fé

27 - Nossa Senhora de Itaúna

28 - Nossa Senhora do Belo Ramo

## Agosto
2 - Nossa Senhora dos Anjos

5 - Nossa Senhora das Neves

5 - Nossa Senhora Imaculada Pureza

6 - Nossa Senhora das Graças de Cimbres

9 - Nossa Senhora do Café

12 - Nossa Senhora da Cabeça

15 - Nossa Senhora Rainha dos Anjos (Petrolina-PE)
 
15 - Nossa Senhora do Patrocínio

15 - Nossa Senhora da Abadia

15 - Nossa Senhora Achiropita

15 - Nossa Senhora da Assunção 

15 - Nossa Senhora do Sorriso

15 - Nossa Senhora da Babilônia 

15 - Nossa Senhora da Boa Viagem 

15 - Nossa Senhora do Calvário

15 - Nossa Senhora do Castelo (Coruche)

15 - Nossa Senhora Desatadora dos Nós

15 - Nossa Senhora da Glória

15 - Nossa Senhora da Guia 

15 - Nossa Senhora dos Humildes (Paulistana-PI)

15 - Nossa Senhora Imperatriz dos Campos (Tobias Barreto-SE)

15 - Nossa Senhora dos Impossíveis

15 - Nossa Senhora de La Vang

15 - Nossa Senhora de Licheń

15 - Nossa Senhora da Ponte

15 - Nossa Senhora do Porto da Eterna Salvação (Andrelândia-MG)

15 - Nossa Senhora dos Prazeres

15 - Nossa Senhora de Oliveira (Oliveira-MG)

15 - Nossa Senhora dos Remédios

15 - Nossa Senhora da Saúde

15 - Nossa Senhora da Vitória

15 - Nossa Senhora da Boa Morte

15 - Nossa Senhora da Alegria

16 - Nossa Senhora do Amparo

17 - Nossa Senhora de Assiute

21 - Nossa Senhora de Knock

22 - Nossa Senhora Rainha

26 - Nossa Senhora de Czestochowa

27 - Nossa Senhora dos Prazeres (Maceió-AL)

## Setembro
1 - Virgem das Lágrimas

8 - Nossa Senhora Exterminadora de Todas as Heresias

8 - Nossa Senhora das Grotas

8 - Nossa Senhora de Campanhã

8 - Nossa Senhora do Monte Serrat

8 - Nossa Senhora da Natividade

8 - Nossa Senhora de Nazareth

8 - Nossa Senhora das Necessidades (Piracema)

8 - Nossa Senhora do Patrocínio (Padroeira de Patrocínio-MG)

8 - Nossa Senhora da Pena (Porto Seguro-BA)

8 - Nossa Senhora da Penha (São Paulo-SP)

8 - Nossa Senhora dos Remédios

8 - Nossa Senhora da Serra

9 - Nossa Senhora de Pellevoisin

12 - Nossa Senhora da Boa Esperança

12 - Nossa Senhora de Lipa

15 - Nossa Senhora das Dores

15 - Nossa Senhora da Piedade
 
18 - Mãe Peregrina

19 - Nossa Senhora da Salete (Santuário na França - aparição em 1846)

24 - Nossa Senhora de Walsingham  (Aparição em 1061, numa aldeia no norte de Norfolk, Inglaterra)

25 - Nossa Senhora da América

25 - Nossa Senhora do Rosário de San Nicolás

## Outubro
7 - Nossa Senhora do Rosário

9 - Nossa Senhora de Champion

12 - Nossa Senhora da Conceição Aparecida

12 - Nossa Senhora do Pilar

18 -  Nossa Senhora de Schoenstatt (Mãe, Rainha e Vencedora, Três Vezes Admirável de Schoenstatt)

## Novembro
1 - Nossa Senhora do Bom Sucesso

1 - Nossa Senhora de Heede

4 - Nossa Senhora de Kazan 

8 - Nossa Senhora Mediadora

15 - Nossa Senhora do Rocio

19 - Nossa Senhora Mãe da Divina Providência 

21 - Nossa Senhora da Apresentação

21 - Nossa Senhora da Apresentação de Natal

21 - Nossa Senhora da Escada

21 - Nossa Senhora da Apresentação da Escada

26 - Nossa Senhora de Soufanieh

27 - Nossa Senhora das Graças (Medalha Milagrosa)

28 - Nossa Senhora de Quibeo

29 - Nossa Senhora de Beauraing

## Dezembro
8 - Imaculada Conceição

10 - Nossa Senhora de Loreto

11 - Nossa Senhora de Warraq

12 - Nossa Senhora de Guadalupe

16 - Nossa Senhora do Novo Advento

18 - Nossa Senhora do Bom Parto 

18 - Nossa Senhora do Ó 

18 - Nossa Senhora do Paraíso (Vale do Paraíso, Azambuja)

27 - Nossa Senhora das Brotas (Piraí do Sul-PR)

## Festas móveis
- Nossa Senhora do Ó - 1º Domingo de Fevereiro (Ipojuca, Pernambuco)
- Nossa Senhora da Penha - Segunda-feira da oitava de Páscoa, oito dias depois da Páscoa (Padroeira do Estado do Espírito Santo (ES))
- Nossa Senhora da Enxara - Segunda-feira da oitava de Páscoa (Ouguela, Campo Maior)
- Nossa Senhora das Galinhas - 1º Domingo após a Páscoa
- Nossa Senhora do Líbano - 1º Domingo de Maio
- Nossa Senhora do Divino Amor - Véspera de Pentecostes
- Imaculado Coração de Maria - Sábado após a festa do Sagrado Coração de Jesus
- Nossa Senhora da Lapa - 2º Domingo de Julho
- Nossa Senhora do Bom Despacho - 2º Domingo de Julho (Maia)
- Nossa Senhora do Amparo - Último Domingo do Mês de Julho (Alfena)
- Nossa Senhora da Boa Viagem - 1º Domingo de Agosto (Peniche)
- Nossa Senhora da Rocha - 1º Domingo de Agosto (Alporchinhos, Lagoa)
- Nossa Senhora da Saúde - 22 de Abril (Quinta da Saúde - Vale de Moirol, Ribeira de Santarém, Santarém)
- Nossa Senhora dos Navegantes - 2º Domingo de Agosto (Armação de Pêra, Silves)
- Nossa Senhora da Encarnação - Último Domingo de Agosto (Carvoeiro, Lagoa)
- Nossa Senhora da Graça - Último Domingo de Agosto (Vale da Pinta, Cartaxo)
- Nossa Senhora da Conceição - Último Domingo de Agosto (Ferragudo, Lagoa)
- Virgem Pura Dolorosa de Umbe - 1º Sábado de Setembro (Lauquíniz, Biscaia)
- Nossa Senhora da Carvalha - 1º Domingo de Setembro (Freixo de Numão, Vila Nova de Foz Côa)
- Nossa Senhora da Encarnação - 1º Domingo  de Setembro (Porches, Lagoa)
- Nossa Senhora da Oliveira - 1º Domingo de Setembro Tortosendo
- Nossa Senhora das Dores - 1º Domingo  de Setembro (Estômbar, Lagoa)
- Nossa Senhora do Desterro - 1º Domingo de Setembro (Pontével, Cartaxo)
- Nossa Senhora da Esperança - 3° Domingo de Setembro
- Nossa Senhora dos Aflitos - Último Domingo de Setembro (Armação de Pêra, Silves)
- Nossa Senhora da Nazaré - 2º Domingo de Outubro (Belém do Pará)
- Nossa Senhora do Rosário - 1º Domingo de Outubro (Gondomar)
- Nossa Senhora da Apresentação da Escada - Novembro no domingo da Solenidade de Cristo Rei (Escada - Pernambuco)
- Nossa Senhora de Santa Cabeça - 2º Domingo de Dezembro (Cachoeira Paulista)

## Memórias litúrgicas
- Virgem Maria, Mãe da Igreja - segunda-feira após Pentecostes[8]
- Nossa Senhora Rainha - 22 de Agosto
- Santíssimo Nome de Maria - 12 de Setembro
- Nossa Senhora das Dores - 15 de Setembro
- Nossa Senhora de La Salette - 19 de Setembro
- Apresentação de Nossa Senhora - 21 de Novembro